# Verhalen en geintjes over het Amsterdamse getto
Verhalen en geintjes over het Amsterdamse getto (1870-1925) is een boek uit 1999 waarin diverse werken van joodse schrijvers die voor het uitbreken van de Tweede Wereldoorlog in Amsterdam actief waren verzameld zijn. Het boek is samengesteld door Maurits Verhoeff en Thijs Wierema, met een woord vooraf van Selma Leydesdorff. Het verscheen bij Uitgeverij Bas Lubberhuizen. 

## Bijdragen
Werken van de volgende schrijvers zijn opgenomen in het boek, met achter hun naam de titel van hun bijdrage.
- Julius van Bergen - Amsterdam bij dag en nacht
- Multatuli - Woutertje Pieterse in de jodenhoek
- J.v.B. - David Ilpendam
- Observator - Joodsche typen
- Jos Loopuit - Jeugd
- Philip van der Woude - Bezoek
- H. van Dordt - En het geschiedde...
- J.E. van Someren Brand - De zondagsmarkt
- Herman Heijermans - Ghetto
- Isidore Hen - Lewaje
- A.M. Reens - Het atelier van de gebroeders Loterijman
- M.H. van Campen - Zoon van het oude volk
- Jules de Vries - De verjaardag van Levi Nopel
- Meyer de Hond - Sneeuw
- A. van Collem - Van Joden
- Maarten de Vries - Rebbe Tate
- Herman Oversteeg - Markt-menschen
- Philip van der Woude - Bruiloft
- Joseph Gompers - Afschorremen
- Jules de Vries - Sara
- Israël Querido - Levensgang
- Meyer de Hond - De negotieman
- S. van den Eewal - Joodjes-leven
- Hijman Overst - Tintelingen
- Sam Goudsmit - Kinderen
- A.M. Reens - De arrestatie van Salomon Hangjas!
- A. Manheim - Een ‘Goeie Sjiddis'
- Bernard Canter - Het nieuwe geloof
- M.C. Snijder - Wekeman
- H. Heymans - Een Chanoeko-avondje
- Pelouni Almouni - Een spookgeschiedenis in het Amsterdamsche ghetto
- S. Bonn - Ghettozangen
- Sani van Bussum - De posek
- Jacob Israël de Haan - Een Joodsche Tentoonstelling